# Loxothylacus
Genre
Loxothylacus est un genre de crustacés parasites de la famille des Sacculinidae, comprenant une vingtaine d'espèces.

## Systématique
Le nom scientifique de ce taxon est Loxothylacus, choisi en 1928 par le zoologiste américain Hilbrand Boschma, pour l'espèce type Loxothylacus corculum, initialement classée dans le genre Sacculina sous le protonyme Sacculina corculum Kossmann, 1872.

## Liste des espèces
Selon le World Register of Marine Species (29 juin 2021) :
- Loxothylacus amoenus Boschma, 1940
- Loxothylacus aristatus Boschma, 1931
- Loxothylacus armatus Boschma, 1949
- Loxothylacus auritus Boschma, 1954
- Loxothylacus bicorniger Boschma, 1933
- Loxothylacus brachythrix Boschma, 1940
- Loxothylacus caribaeus Boschma, 1974
- Loxothylacus carinatus (Kossmann, 1872)
- Loxothylacus corculum (Kossmann, 1872)
- Loxothylacus desmothrix Boschma, 1931
- Loxothylacus echioides Boschma, 1940
- Loxothylacus engeli Boschma, 1968
- Loxothylacus ihlei Boschma, 1949
- Loxothylacus kossmanni Boschma, 1955
- Loxothylacus longipilus (Boschma, 1933)
- Loxothylacus musivus Boschma, 1940
- Loxothylacus omissus Boschma, 1957
- Loxothylacus panopaei (Gissler, 1884)
- Loxothylacus perarmatus Reinhard & Reischman, 1958
- Loxothylacus sclerothrix Boschma, 1933
- Loxothylacus setaceus Boschma, 1931
- Loxothylacus spinulosus Boschma, 1928
- Loxothylacus strandi Boschma, 1936
- Loxothylacus texanus Boschma, 1933
- Loxothylacus tomentosus Shiino, 1943
- Loxothylacus torridus Boschma, 1940
- Loxothylacus variabilis Boschma, 1940
- Loxothylacus vepretus Boschma, 1947

- Loxothylacus murex Boschma, 1950 synonyme de Loxothylacus variabilis Boschma, 1940
- Loxothylacus nierstraszi Boschma, 1938 synonyme de Heterosaccus papillosus (Boschma, 1933)

## Publication originale
- (en) H. Boschma, « Two common species of parasitic Crustacea (Sacculinidae) of the West Indies », Proceedings of the United States National Museum, vol. 73,‎ 1928, p. 1-10 (lire en ligne [PDF], consulté le 29 juin 2021)